# Frontera entre el Sudan i Egipte
La frontera entre Sudan i Egipte és la línia d'uns 1.273 kilòmetres que segueix gairebé la totalitat del paral·lel 22º Nord i que delimita la frontera terrestre entre els estats d'Egipte i Sudan.

## Traçat
La frontera terrestre entre ambdós països segueix essencialment el paral·lel 22º Nord. S'inicia a l'oest al trifini entre Egipte, Líbia i Sudan, a la intersecció amb el meridià 25 a l'Est que forma al nord a la frontera entre Egipte i Líbia, a continuació segueix el paral·lel a l'est fins al Mar Roig.

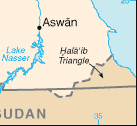
Bir Tawil i el triangle d'Halaib

Al nivell de riu Nil, la frontera gira bruscament cap al nord. A continuació, pren la forma d'un sortint que remunta el curs del riu sobre una vintena de kilòmetres i uns 12 km de llarg (és a dir, a mig camí entre el paral·lel 22 i Abu Simbel). Després d'aquest sortint, la frontera reprèn el curs del paral·lel 22.
A l'est, una mica més enllà del meridià 33 l'Est, el traçat és disputat. Un petit territori al sud del paral·lel, el Bir Tawil, no és reclamat per cap dels dos països. Una àrea més gran, el triangle d'Halaib es troba al nord de la frontera i pertany a Egipte, tot i que el Sudan també el reclama.
Els egipcis recolzen la seva afirmació en el traçat de 1899: el límit definit en el moment d'establiment del condomini anglo-egipci sobre el Sudan seguia el paral·lel en tota la seva longitud. El Sudan es refereix al traçat de 1902 En aquesta data, els britànics dissenyaren una segona frontera, administrativa, que connecta el triangle d'Halaib al Sudan. La regió es disputa entre els dos països des de la seva independència. Com a conseqüència d'aquesta disputa, la frontera marítima entre Egipte i Sudan no està definida al Mar Roig.

## Història
El 19 de gener de 1899, l'acord entre Egipte i el Regne Unit sobre el Sudan Angloegipci va establir la frontera nord en el paral·lel 2º. L'àrea de Wadi Halfa fou transferida a Sudan el 26 de març de 1899 per proporcionar-la un extrem septentrional sobre una possible línia ferroviària entre Faras i Khartum.
El 25 de juliol de 1902, es va crear un límit administratiu per facilitar la gestió de tribus nòmades al llarg de la frontera. El límit occidental de la frontera fou delimitat el 1925 per un acord entre Egipte i Itàlia com a subjecte de la Líbia italiana. Quan Sudan va obtenir la independència en 1956 Egipte va reconèixer el traçat actual d'Halaib com a part de Sudan.